# Departamentul Dosso
Departamentul Dosso este un departament din  regiunea Dosso, Niger, cu o populație de 354.353 locuitori (2001).